# Catalogue Wolf
Le Catalogue of High Proper Motion Stars, ou catalogue Wolf, est un catalogue d'étoiles réalisé par l'astronome Max Wolf dans la première moitié du XXe siècle, sur une période s'étalant de 1919 à 1931. Ce catalogue recense 1 080 étoiles dont le mouvement propre est élevé, caractérisant des étoiles relativement proches du système solaire.